# Хынчешты
Хынче́шты (также Хынчешть; рум. Hîncești; историческое название происходит от тогдашних бояр, а именно — от Михалча Хынку, русское название — Ганчешты, в 1965—1990 гг — Котовск) — город и муниципий в Молдавии, центр Хынчештского района. Расположен на реке Когыльник в 36 км от Кишинёва.

## История
Хынчешты — старинное поселение Молдавии — расположено в холмистой местности, примыкает с востока к знаменитому Лэпушнянскому лесу, свидетелю многих исторических событий, ещё со времён господаря Штефан-Водэ.
Происхождение названия города связано со старинной молдавской боярской семьёй по фамилии Хынку, которая владела поместьем, расположенным в этих краях. Главой этой семьи был сердар Михалча Хынку, являвшийся, пожалуй, самой известной личностью в истории края Лэпушна.
Наиболее ранним письменным упоминанием о существовании поселения Хынчешты считается запись на страницах псалтыря, которая свидетельствует о том, что псалтырь был куплен Думитру Бежаном из Гынчешть. По причине повреждённой страницы год не может быть установлен с точностью, однако историки утверждают, что эта книга была куплена между 1653—1658 годами во времена господаря Георге Штефана.

### XIX век
С начала XIX века Ганчешты были местечком Кишинёвского уезда Бессарабской губернии. По ревизии 1847 года Ганчештское «еврейское общество» состояло из 372 душ. К 1890 году количество жителей составляло 3098 человек. В местечке насчитывалось 587 дворов, две православные церкви, армяно-григорианская церковь, четыре еврейских молитвенных дома; имелось две школы, земская больница, меховое заведение; работали заводы: винокуренный, свечной, кирпичный, 3 кожевенных и 6 красильных. По переписи 1897 года, «жителей 5044, из коих евреев 2278».

### Начало XX века
В начале XX века население возросло до 5710 жителей (1928). В поселении функционировали: администрация, мэрия, сельский суд, лесничество, почта, телеграф, пост жандармерии, несколько церквей, 3 начальные школы, несколько банков, электростанция, винзавод, мыловарня, 27 магазинов, 2 гостиницы и т. д. Здесь работали врачи, акушерки, ветеринарные врачи, нотариусы. Перед Второй мировой войной в коммуне Хынчешты насчитывалось 13028 жителей, она была резиденцией для 18 подчинённых сёл. Коммуна являлась наиболее важным экономическим центром уезда, после Кишинёва. Основными занятиями жителей были плодоводство и торговля крупным рогатым скотом, фруктами, вином и зерном. В 1940 году вместе со всей Бессарабией был присоединён к СССР.

### Вторая мировая война (1941—1945)
Во время Второй мировой войны город был уничтожен, в огне пропала большая часть имущества: усадьба Манук-Бея, мельница, завод по производству спирта, Дом культуры, магазины, трактиры и другие здания.

### Молдавская ССР (1940—1991)
Во времена Молдавской ССР в городе работали предприятия пищевой, винодельческой и лёгкой промышленности, асфальтобетонный и кирпичный заводы, строительный техникум. В 1970 году население составляло 14,3 тыс. жителей, в 1991 — 19,3 тыс. В 1965 году поселение было переименовано в город Котовск, в честь Григория Котовского, уроженца села Ганчешты. После Второй мировой войны в Котовске было создано государственное предприятие по переработке винограда.

### Республика Молдова (с 1991)
В Хынчештах проживает 15,3 тысяч человек (2005), в настоящее[какое?] время примаром избран Александр Ботнарь. В Хынчештах работают около 80 фирм, компаний, филиалов банков, государственных предприятий, заводов, страховых компаний. Самые значительные из них: АО «Витис Хынчешть», год создания 1967, 56 рабочих мест.
ООО «АВИС-ММС», год создания 1995, 130 рабочих мест. АО Автотранспортная база № 37, год создания 1962, 194 рабочих места. АО «Романица», обувная фабрика, год создания 1974, 284 рабочих места.

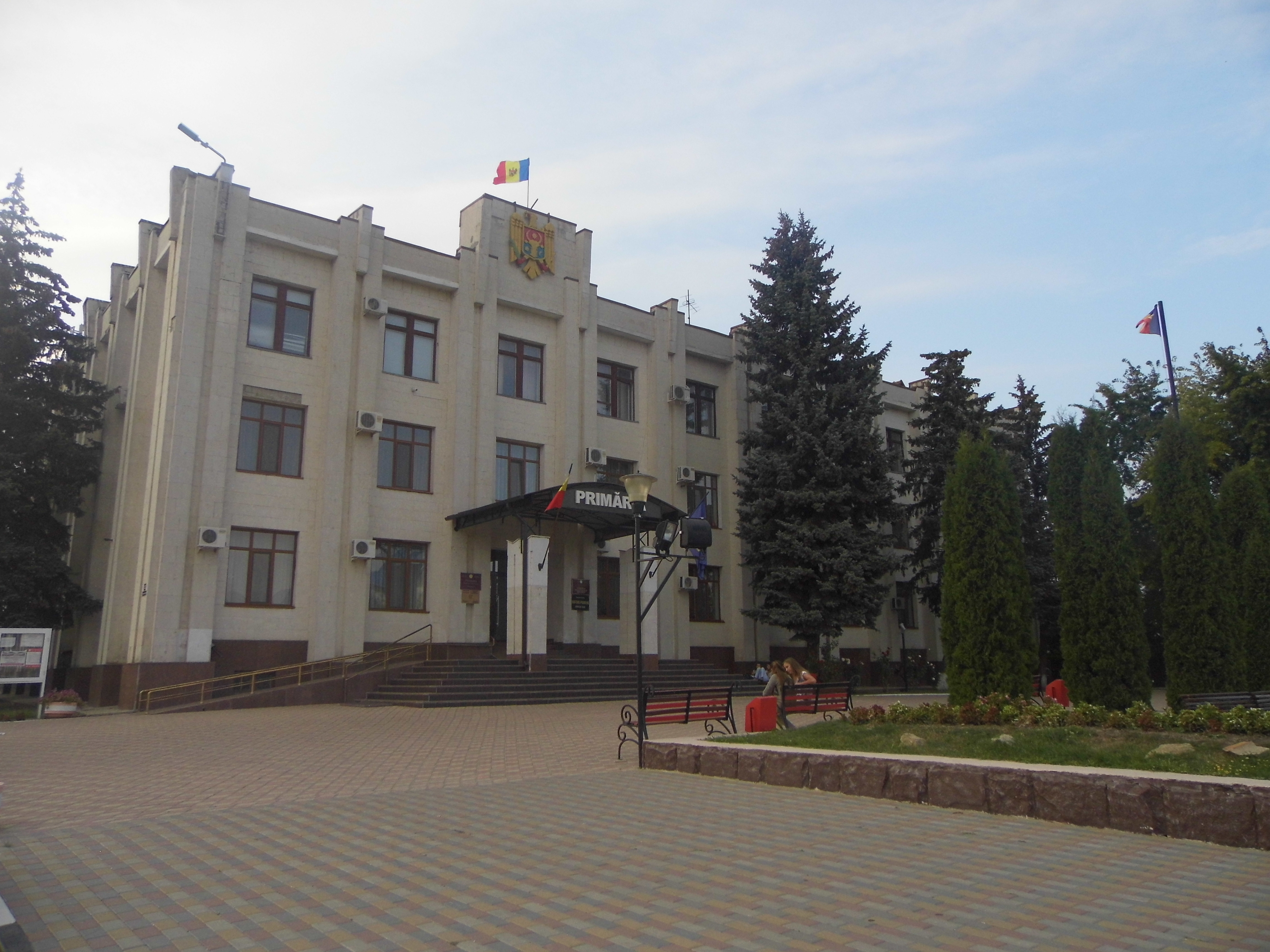
Примэрия Хынчешт

### История переименований
- пгт. Ганче́шты (рум. Hânceşti) — вплоть до 1940 года,
- пгт. Кото́вское 1940—1941,
- пгт. Ганче́шты (рум. Hânceşti) 1941—1944,
- пгт. Кото́вское 1944—1965,
- г. Кото́вск 1965—1990
- г. Хынчешты с 1990 — наши дни

### День города
День города празднуется 21-го ноября.

## Физико-географическая характеристика

### Географическое положение
Город расположен в центральной части Молдавии, в зоне Кодр и находится в 35 км от столицы — Кишинёва и в 120 км от города Яссы (Румыния). Через южную часть города протекает река Когыльник.

### Климат
Климат Хынчешт умеренно континентальный, с нестабильным характером. Средняя температура +9 °C, минимальная температура была зарегистрирована в январе (−32 °C), а максимальная в июле (+40 °C).

### Природа

#### Охрана природы
Вблизи города находится самый большой заповедник в Молдавии — «Хынче́штский лес» (рум. Pădurea din Hîncești) и самый большой заповедник лечебных трав в Молдавии — Сэра́та Га́лбенэ (рум. Sărata Galbenă)

#### Природные ресурсы
| Площадь садов, га | Площадь лесов, га | Природоохранные зоны, га | Площадь водных ресурсов, га | Площадь виноградников, га | Общая площадь, га |
| ----------------- | ----------------- | ------------------------ | --------------------------- | ------------------------- | ----------------- |
| 73                | 2779              | 67                       | ?                           | 379                       | 7217,5            |

## Инфраструктура

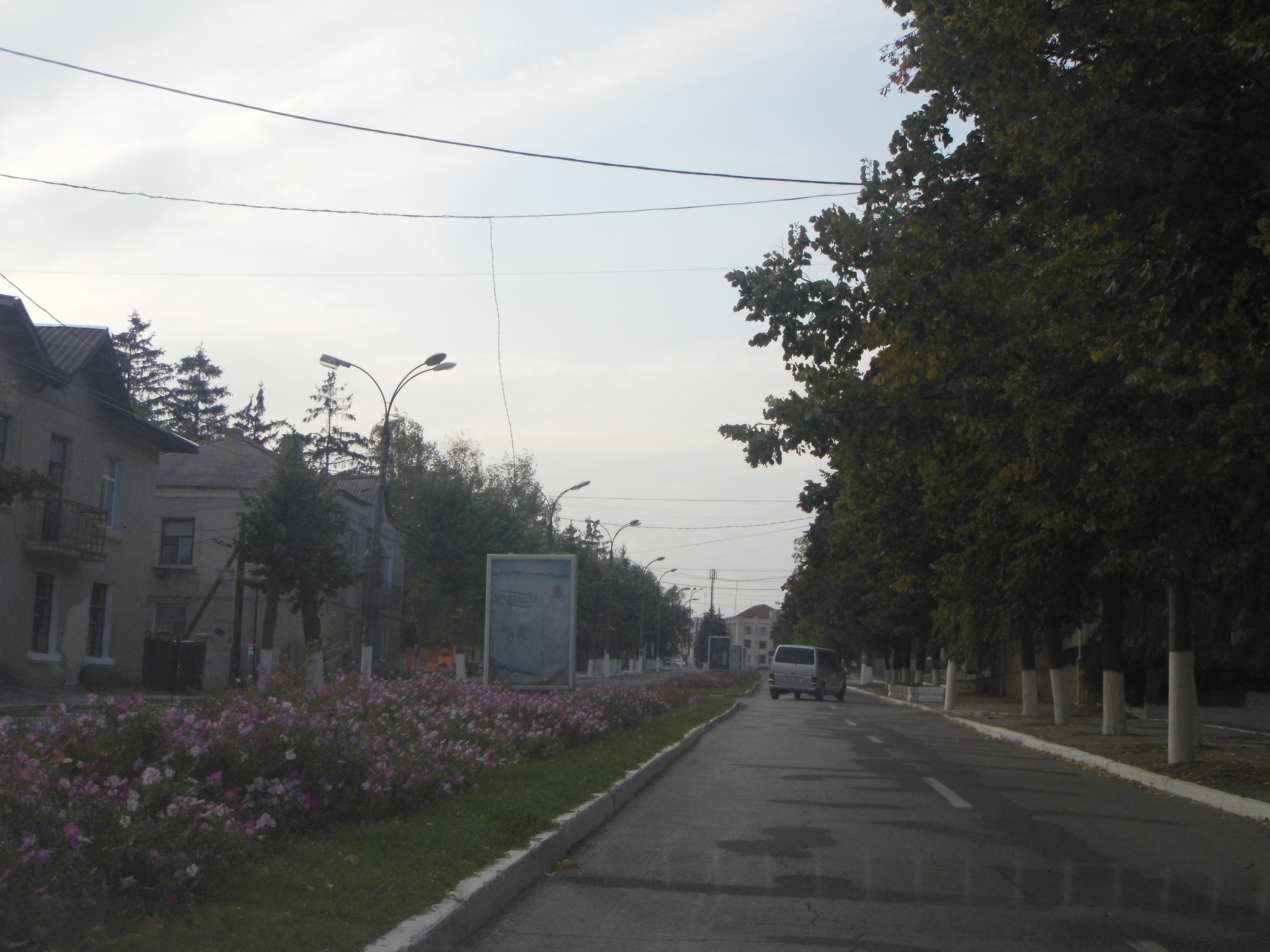
Центральная улица Хынчешты

После распада Советского Союза инфраструктура города Хынчешты оказалась в неудовлетворительном состоянии. По состоянию на 2010-е годы город почти полностью газифицирован. Хынчешты располагают пятью детсадами и запланировано строительство нового современного детского сада. Благодаря помощи Министерства экологии были приобретены 3 специализированные машины для уборки городских улиц.

## Население
По данным переписи населения 2014 года в Хынчештах проживает 12 491 человек.

## Культура

### Охотничий замок
Охотничий замок построен в 1881 году (по некоторым источникам в 1891 году).
Сын Манук-Бея Мирзояна — Мурад (Иван) — пригласил главного архитектора Кишинёва А. О. Бернардацци, чтобы тот спроектировал и возвёл Охотничий домик с семейными барельефами. По желанию заказчика, новое строение должно было сочетаться в архитектурном ансамбле со стоящим неподалёку Дворцом. Бернардацци выполнил здание во французском стиле, с зимним садом, сторожевыми башнями и парком. Замок получился лёгким и изящным, как утонченная игрушка.
В 1979 году в Охотничьем замке был открыт музей, в коллекции которого вошло более 20 тысяч артефактов, включая собрание молдавских национальных костюмов и текстиля. В музее были организованы постоянно действующие экспозиции «Карты и документы», «Господари Молдовы», «Этнография», диорама «Ясско-Кишинёвская операция во время Второй мировой войны», а также выставка, посвящённая флоре и фауне Молдавии.
Ежегодно музей посещает около 2 тыс. человек.

### Дворец Манук-Бея
Дворец Манук-Бея — здание, построенное в 1817 году Манук-Беем Мирзояном — армянином по происхождению, турецким дипломатом и одновременно русским разведчиком, который купил в 1815 году за 300 тыс. «золотых леев» в Ганчештах (современных Хынчештах) лесной массив с летней резиденцией княгини Долгоруковой. Дворец имел зимний сад, крытый бассейн и множество подземных выходов. До сегодняшнего дня на главной улице Хынчешт (улица Михалча Хынку, бывшая улица Ленина) периодически образуются провалы из-за обрушения кирпичных сводов подземных ходов.
Дворец входит в состав формировавшейся почти на протяжении столетия усадьбы Манук-Бея, которая состоит также из Охотничьего замка, библиотеки, жилища для слуг и не сохранившейся церкви в армянском стиле. Первоначально все строения усадьбы соединялись с дворцом стеклянными галереями. Дворец находится в южной части города и расположен на северном склоне холма, на окраине парка. От главного входа у подножья холма, к дворцу сквозь парк ведёт аллея. Из-за наклонности рельефа, с вершины холма видны только два этажа, а с подножья — три. Дворец выполнен в духе французского классицизма, с широкими проёмами окон и лоджий. На террасе, в толще стен были предусмотрены украшенные красивыми фресками ниши, куда помещались статуи. Усадьба была окружена крепостными стенами, снесёнными в конце 1950-х годов.
Потолки дворца расписывал другой армянин — Ованес Айвазян, впоследствии ставший известным как русский художник-маринист Иван Константинович Айвазовский, приезжавший тогда погостить в Кишинёв к своему брату. Росписи не сохранились.
После окончания Второй мировой войны, дворец был реконструирован и приспособлен под техникум, который покинул помещения дворца и переехал в новое здание в начале 1980-х годов.
В 1970—1980 годах историческое здание дворца было отреставрировано.
В результате землетрясения 1986 года дворец получил повреждения.
В 1993 году дворец получил статус архитектурного памятника и был включён в список национального достояния Молдавии.
В 2014 году началась масштабная реконструкция.

### Дом-музей Котовского

Дом-музей Г. Котовского

До распада СССР в городе находился дом-музей Г. Котовского.

## Образование
В городе 5 образовательных учреждения:
- Русский теоретический лицей им. М. Ломоносова (быв. СШ № 2)
- Теоретический лицей им. М. Витязу (быв. СШ № 1)
- Теоретический лицей им. М. Садовяну (быв. СШ № 4)
- Теоретический лицей им. М. Еминеску (быв. СШ № 3)
- Школа искусств им. Тимотея Батрыну

## Радио и телевидение
C хынчештской телевизионной мачты вещаются:
- 2 Plus (7 ТВК),
- СТС Mega (36 ТВК),
- 1 MUSIC MD (47 ТВК)
- Радио «Норок» (106,2 МГц),
- Радио «Маленький самаритянин» (68,93 МГц),
- Новое Радио «Хынчешты» (91,6 Мгц).

Также в городском эфире доступны телеканалы, вещание которых производится со страшенской мачты:
- Первый Канал — Молдова (30 ТВК),
- ТВ Молдова-1 (3 ТВК).

## Побратимы
- Ор-Акива, Израиль
- Юрьев-Польский, Россия
- Плоешти, Румыния
- Жодино, Беларусь